# Stora Skogskär
Stora Skogskär är en ö i Finland. Den ligger i Skärgårdshavet och i kommunen Kimitoön i den ekonomiska regionen  Åboland i landskapet Egentliga Finland, i den sydvästra delen av landet. Ön ligger omkring 65 kilometer söder om Åbo och omkring 160 kilometer väster om Helsingfors.
Öns area är 6,8 hektar och dess största längd är 470 meter i sydöst-nordvästlig riktning. Ön höjer sig omkring 10 meter över havsytan.